# Solomiac
Solomiac es una comuna francesa situada en el departamento de Gers, en la región de Occitania.

## Demografía
| 519 | 505 | 446 | 391 | 363 | 364 | 493 |
| Para los censos de 1962 a 1999 la población legal corresponde a la población sin duplicidades (Fuente: INSEE [Consultar]) |     |     |     |     |     |     |